# Mycosphaerella prenanthicola
Mycosphaerella prenanthicola är en svampart som tillhör divisionen sporsäcksvampar, och som beskrevs av Höhn.. Mycosphaerella prenanthicola ingår i släktet Mycosphaerella, och familjen Mycosphaerellaceae. Arten är reproducerande i Sverige.